# Secuestro infernal
Secuestro infernal (título original: The Way of the Gun) es una película estadounidense  dirigida por Christopher McQuarrie y estrenada en 2000. Fue la primera película de su director, mezcla de filme negro y spaghetti-western.

## Argumento
Parker y Longbaugh, dos truhanes sin historia, secuestran a Robin, la madre de alquiler de un hombre de negocios llamado Hale Chidduck. Este último, ligado a la mafia italoestadounidense, recluta un esbirro llamado Joe Sarno para recuperar a su futuro hijo sin pagar el rescate exigido por los raptores...

## Reparto
- Ryan Phillippe: Parker
- Benicio del Toro: Longbaugh
- Juliette Lewis: Robin
- James  Caan: Joe Sarno
- Taye Diggs: Jeffers, guardaespaldas de Robin
- Nicky Katt: Obecks, guardaespaldas de Robin
- Jan Jensen: recepcionista
- Neil Pollock: entrevistador
- Irene Santiago: prostituta
- James  Coffey: camarero
- Paul Angel Floras: dueño del bar
- Geoffrey Lewis: Abner Mercer
- Henry Griffin: P. Whipped
- Dylan Kussman: Dr. Allen Painter
- Scott Wilson: Jalo Chidduck
- Sarah Silverman

## Anécdotas de la película
- Secuestro infernal reunió a Juliette Lewis y su padre, Geoffrey Lewis. Las escenas más duras fueron preparadas por un antiguo miembro de los marines, hermano del director.
- Los nombres de los protagonistas Parker y Longbaugh son un homenaje a los famosos forajidos estadounidenses, Butch Cassidy y Sundance Kid, llamados en realidad con esos apellidos.
- Crítica: "Un atípico neowestern claustrofóbico, salvaje, esquizofrénicamente cómico (...) Lo mejor: el sutil y potente trabajo con la cámara. (...)
Puntuación: ★★★★ (sobre 5)"[3]